# Череповище
Череповище — деревня в Хиславичском районе Смоленской области России. Входит в состав Владимировского сельского поселения. Население — 17 жителей (2007 год). 
Расположена в юго-западной части области в 2 км к востоку от Хиславичей, в 28 км западнее автодороги А141 Орёл — Витебск, на берегу реки Сож и, впадающей в него речушки Красной. В 29 км восточнее деревни расположена железнодорожная станция Стодолище на линии Смоленск — Рославль.

## История
В годы Великой Отечественной войны деревня была оккупирована гитлеровскими войсками в июле 1941 года, освобождена в сентябре 1943 года.